# Pseudotectaria analamazaotrensis
Pseudotectaria analamazaotrensis là một loài dương xỉ trong họ Tectariaceae. Loài này được Rakotondr. mô tả khoa học đầu tiên năm 2010.
Danh pháp khoa học của loài này chưa được làm sáng tỏ. 